# Karaçavuş
Karaçavuş is een dorp in het Turkse district Hozat en telde in 2016 32 inwoners.
De oorspronkelijke naam van het dorp komt uit het Armeens en luidt Zankırek.